# سنتز اولفین بورد
سنتز اولفین بورد (انگلیسی: Boord olefin synthesis) یک واکنش شیمیایی در شیمی آلی جهت فرآوری آلکن‌ها از اترها می‌باشد. این واکنش که نوعی از واکنش‌های حذفی است نخستین بار توسط شیمیدان آمریکایی سیسیل ئی. بورد در سال ۱۹۳۰ معرفی شد.